# Сучасне українське козацтво

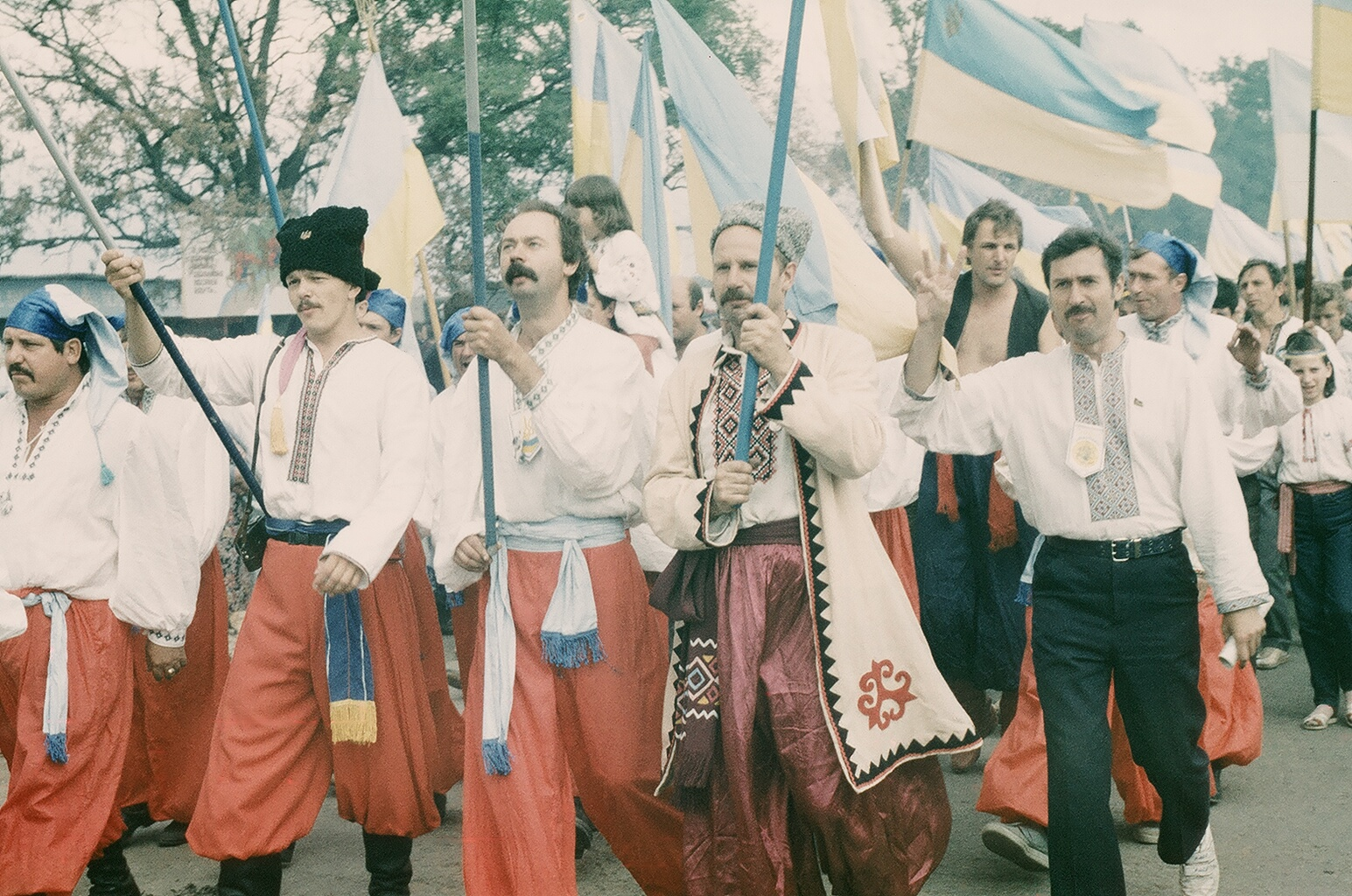
Свято «500-ліття Запорозького козацтва», 1990 р.

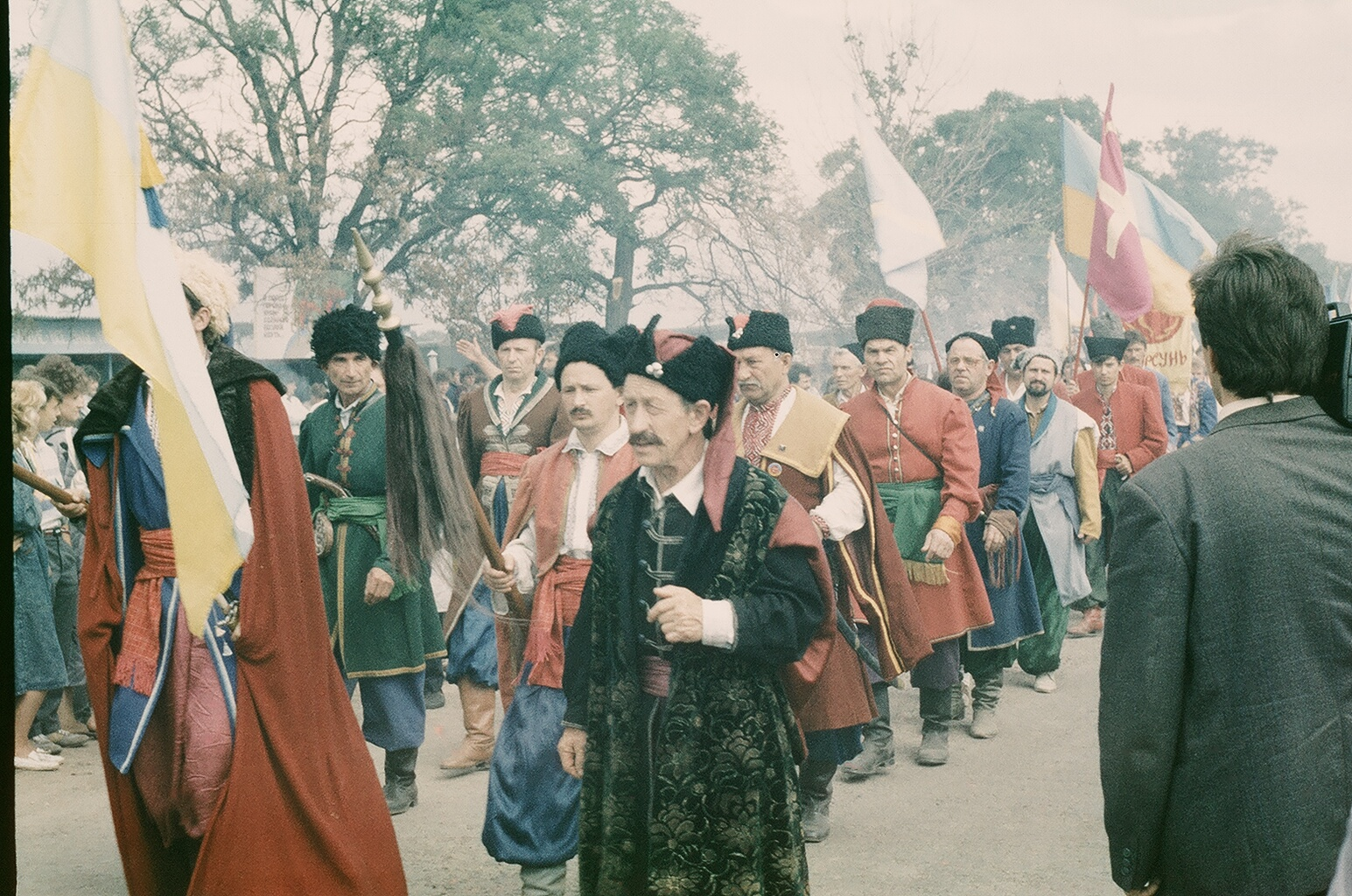
Свято «500-ліття Запорозького козацтва», 1990 р.

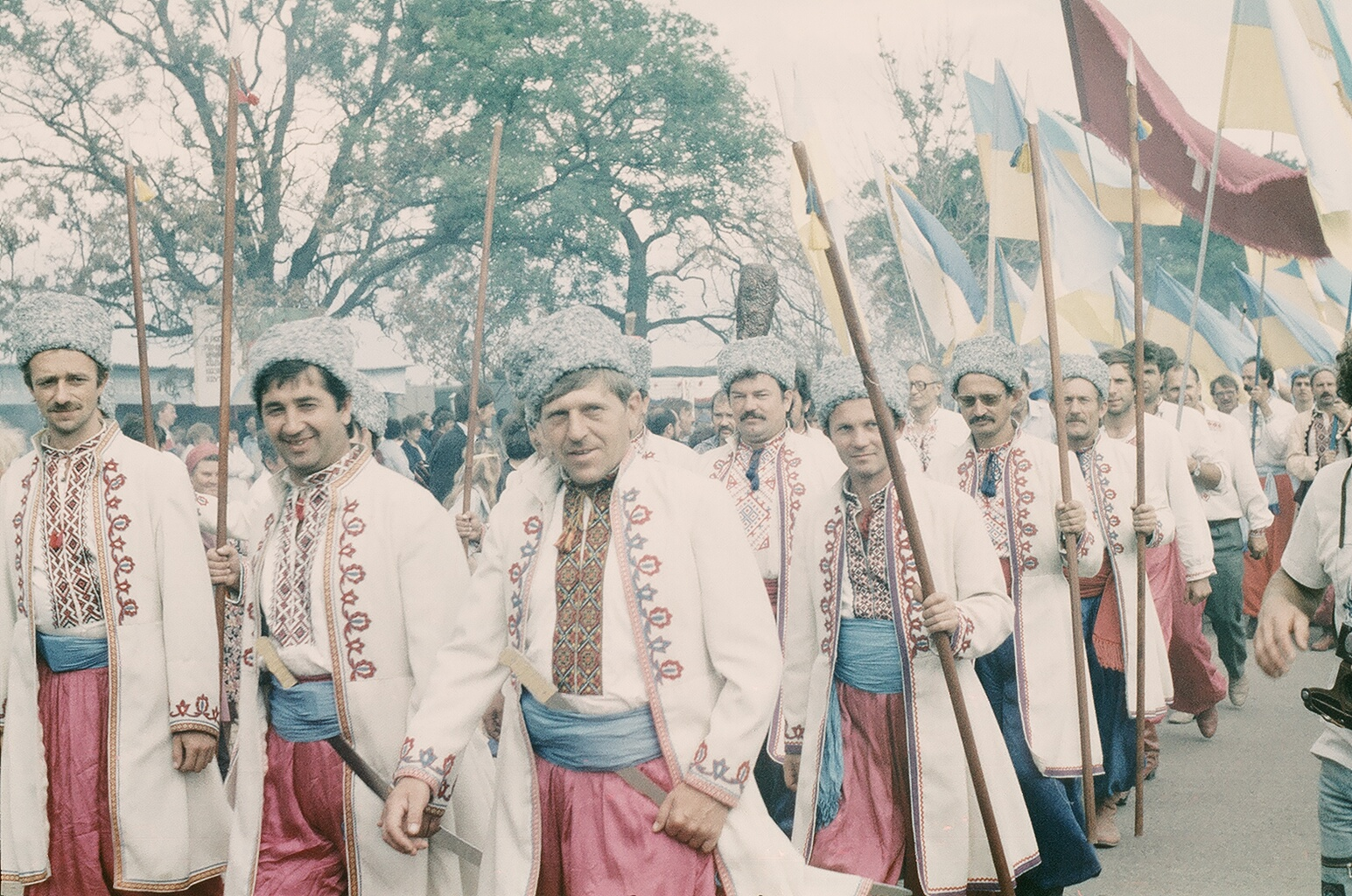
Свято «500-ліття Запорозького козацтва», 1990 р.

Суча́сне украї́нське коза́цтво — сучасні громадські організації в Україні та поза її межами, метою яких є відродження традиційних козацьких цінностей, плекання історичної пам'яті про феномен українського козацтва. Всеукраїнська та міжнародна громадська оборонно-спортивна організація "Українське козацтво".

## Історія виникнення та загальна характеристика
Серед перших таких організацій були: Донецьке козацьке земляцтво (1984), Кальміуська паланка (1990), Запорізьке козацьке товариство «Запорозька Січ» (1990). У різних регіонах України у 1990-х роках виникають «Карпатська Січ» (Львів), «Прикарпатська Січ» (Івано-Франківськ), «Буковинська Січ» (Чернівці), «Волинська Січ» (Луцьк), «Поліська Січ» (Житомир), Київське козацьке товариство (Київ), «Закарпатська Січ» (Ужгород), Адамівський Осередок Козацтва і Задністрова Січ (Буджак) та ін.
У 1990 р. відбулася Велика рада козацьких товариств, на якій було утворено Українське Козацьке Товариство (УКТ), ухвалено Статут УКТ, обрано Наказного Отамана УКТ, яким став Олекса Починок, перший керівник Сучасного українського козацтва.
У 1991 р. на Великій Раді відбулося об'єднання всіх цих організацій у загальноукраїнську самодіяльну організацію, УКТ було перейменовано на Українське козацтво, ухвалено новий Статут. Першим гетьманом став В'ячеслав Чорновіл. Він погодився на цю посаду з політичних мотивів заради об'єднання національно-демократичних сил напередодні президентських виборів 1 грудня 1991 року навколо своєї кандидатури. Організація зареєстрована Міністерством юстиції України 17.03.1992. З цього часу процес створення місцевих козацьких організацій активізувався — вони створювалися в районних центрах, містах і містечках України.
З 1992 по 1998 роки гетьманом новітнього Українського козацтва був начальник соціально-психологічної служби Міністерства оборони генерал-майор Збройних сил України Володимир Мулява, згодом народний депутат. У 1998—2004 рр. Гетьманом був генерал і народний депутат Іван Білас. З 2005 р. — Віктор Ющенко.
З 7 серпня 1996 р. згідно зі змінами до Статуту сучасне Українське козацтво стає «міжнародною, добровільною, незалежною, добродійною всеукраїнською оборонно-спортивною, національно-патріотичною організацією».
З 1998 р. працює Науково-дослідний інститут козацтва.
Координацію з владними структурами на найвищому рівні здійснює Українське козацтво при Президентові України.

## Інтернет-ресурси
- http://www.hetman.tv/nomera/2006/2006-5-10/chuhlib-5.html
- Козацька гвардія України
- Сучасне Українське козацтво та його проблеми [Архівовано 27 листопада 2014 у Wayback Machine.]
- Сучасне козацтво: Свято книги: «Історія українського козацтва» [Архівовано 6 квітня 2017 у Wayback Machine.]